# Symmachia punctata
Symmachia punctata är en fjärilsart som beskrevs av Butler 1877. Symmachia punctata ingår i släktet Symmachia och familjen Riodinidae. Inga underarter finns listade i Catalogue of Life.